# Connors (jezero)
Jezero Connors (anglicky Connors Lake) je jezero v americkém státě Wisconsin, v okresu Sawyer County. Nachází se ve Flambeau River State Forest, jednom z chráněných území tohoto amerického státu. Rozprostírá se na rozloze 1,74 km² a dosahuje největší hloubky 25 metrů. Do jezera se nasazuje více rybích druhů, například slunečnice velkoploutvá, okounek černý nebo štika muskalunga.